# Pete Domenici
Pete Domenici (Albuquerque, 1932. május 7. – Albuquerque, 2017. szeptember 13.) az Amerikai Egyesült Államok szenátora (Új-Mexikó, 1973–2009).